# Al-Bara

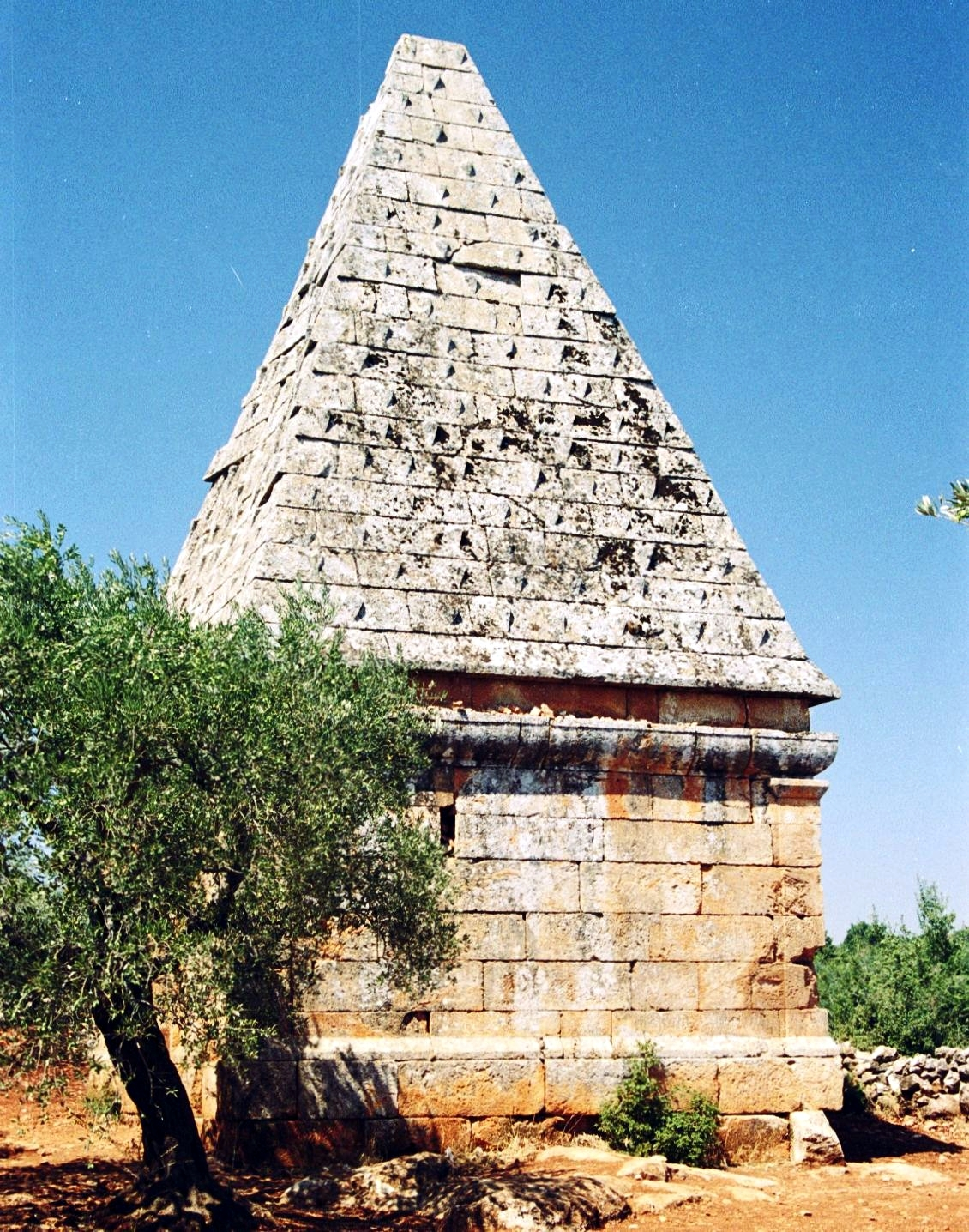
Tumba piramidal en Bara.

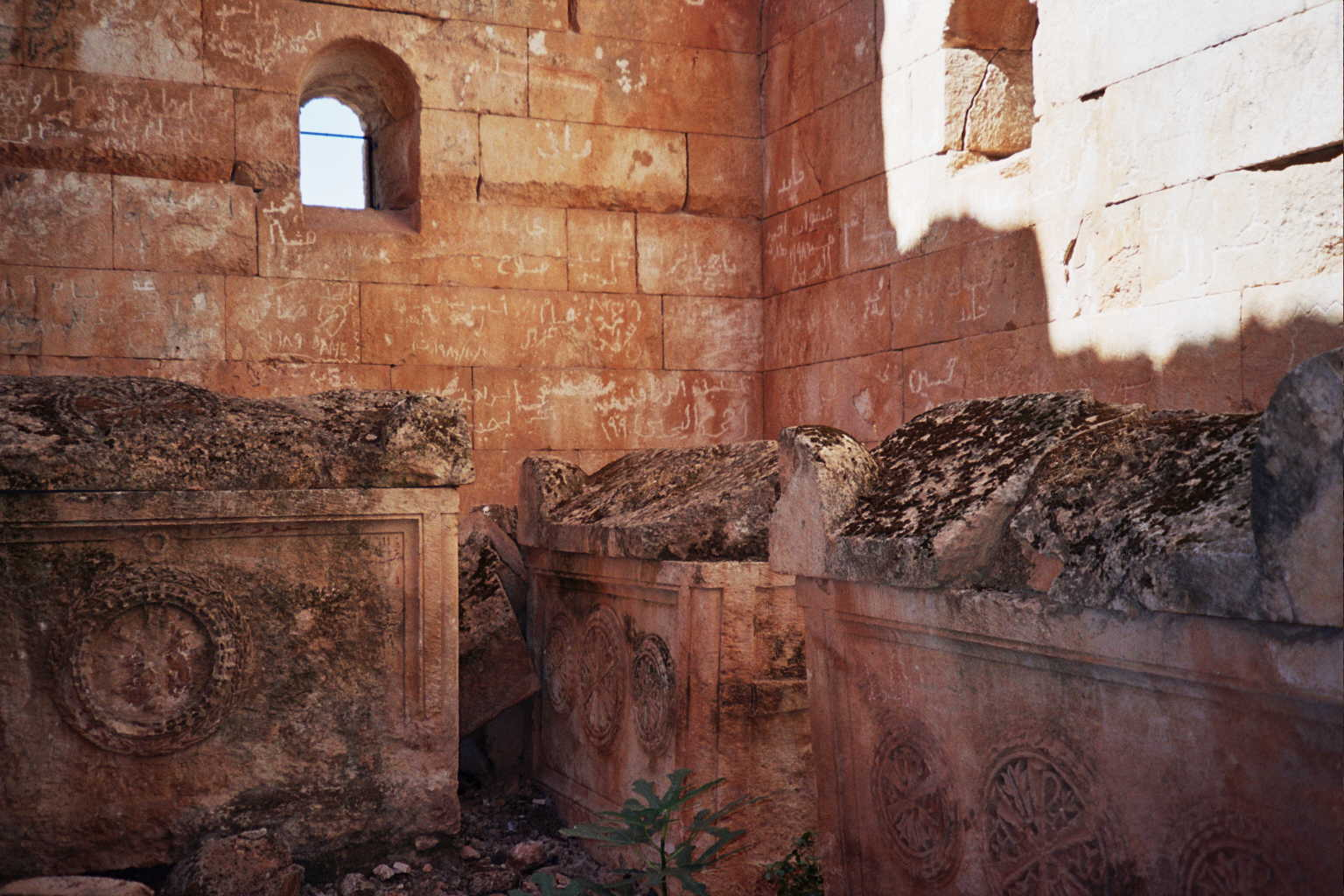
Sarcófagos bizantinos en el interior de una tumba piramidal en Bara.

Bara, Al-Bara, El-Bara o Albara (en árabe: bāra, بارة) es una de las antiguas ciudades muertas al noroeste de Siria. Situada en las montañas Zawiya (Jebel Riha), a 25 km de Ma'arrat al-Numan,a unos 65 km al norte de Hama y a 80 km al sudoeste de Alepo.

## Historia
El asentamiento fue establecido en el siglo IV en una importante ruta comercial entre Antioquía y Apamea. Debido a su buena ubicación y excelentes condiciones para la producción de vino y aceite de oliva, floreció como rica villa agrícola durante los siglos V y VI. Gracias a los monjes que se instalaron allí, se llegaron a construir en esa época cinco iglesias, tres monasterios y dos tumbas piramidales, llegando a alcanzar los 5000 habitantes.
Cuando los musulmanes conquistaron la región y las rutas comerciales fueron interrumpidas y otras ciudades muertas fueron abandonadas, Bara permaneció habitada, y la mayoría de sus habitantes se mantuvieron cristianos. La ciudad incluso se convirtió en sede de un obispado bizantino subordinado a Antioquía.
Permaneció así hasta la llegada de los cruzados, cuando tuvo lugar una batalla el 31 de diciembre de 1097, donde las fuerzas de Bohemundo de Tarento y Roberto II de Flandes pusieron en fuga a una importante tropa de turcos que había acudido en ayuda de la asediada Antioquía. La ciudad es tomada en septiembre de 1098 por Raimundo de Saint-Gilles y desde allí los cruzados partieron a lo que luego sería conocida como la masacre de Maarat. Al-Bara constituía una de las piezas defensivas del principado de Antioquía del Orontes, con Apamea. 
En 1123 fue conquistada por el emir artúquida de Alepo, Balak, que construyó allí una fortaleza, la Qalaat Abu Sofian (o Abu Safyan). Vuelve otra vez a manos de los cruzados en una fecha desconocida y, en 1148, Nur ad-Din la toma definitivamente.
Al-Bara, que fue destruida por los terremotos de 1157 y 1170, fue abandonada y desapareció de las crónicas a finales del siglo XII. A principios del siglo XX fue construido otro pueblo en sus proximidades con el mismo nombre.

## sigloXXI
De todas las ciudades muertas, las de Bara son las más extensas, dispersas entre los campos de olivares y huertos. Entre muchos otros restos, se pueden distinguir los de al menos cinco iglesias, tres monasterios, varias villas, dos tumbas piramidales y una tumba subterránea.
En 2011, como una de las 40 aldeas antiguas del norte de Siria, fue inscrita en la lista del Patrimonio Mundial de la Unesco, y desde 2013 en la lista del Patrimonio de la Humanidad en peligro.
En 2015, el gobierno sirio informó de la destrucción de monumentos históricos mediante explosivos y maquinaria pesada, por bandas terroristas, entre otros, sarcófagos de las tumbas piramidales.